# 北島マヤ
北島マヤ（きたじま まや）は美内すずえの漫画『ガラスの仮面』に登場する架空の人物であり、本作の主人公。千の仮面を持つと言われる天才女優と評されている。

## 人物像
マヤは天才的な演技の才能を持つが、見かけは平凡であり背も低く、勉強も得意ではない。小さい頃から母に叱られていたため劣等感を強く持っている。家事も不得意であり、同居人となった青木麗が一種の保護者がわりとなっている。一方で感受性が強くて優しく、朗らかで素直な性格。
演技の資質は類を見ない天才であり、役になりきるためにはどんな苦労もいとわず、一度舞台に立てば役柄と完全に同一化する「憑依型」女優。型破りな演技は見る者に新鮮な印象を与え、強いインパクトを残す。またテレビや映画などで一度見た演技を完璧に記憶し、台詞を一字一句間違えずに暗誦でき、その動きもある程度ならば再現できる。また台本を読み込むときには完全に集中しており、周囲の変化にも気が付かないほどである。身体能力を必要とする演技は苦手だが、それは貧しい家庭環境で育ったために基礎訓練や指導を受ける機会に恵まれなかっただけで、決して才能がないわけではなく、プロから本式の訓練を受ければ短時間で完璧なリズム感を身に付けることも可能である。
作者の美内すずえは、連載にあたっての構想で、映画『王将』に登場する坂田三吉のような女の子を主人公とすることを考えていた。『王将』における坂田三吉は将棋の天才であるが無学な無法者である人物として描かれている。
美内によると、マヤという主人公の名前は早くから決めていたが、主人公にふさわしい名字がなかなか決まらず思案していた時、傍に置いてあったラジオからたまたま北島三郎の演歌が流れてきたことがきっかけで、主人公の名字は「北島」に決まったという。
美内は読者がマヤに自分を投影し、マヤの目を通してマヤの身に起きるドラマを体験してもらうつもりで描いていると述べている。そのため連載が続くに連れ、他の登場人物のファンが増え、マヤ自身のファンはそれほどでもないとしている。

## 経歴

### 劇団つきかげへ
横浜中華街にあるラーメン屋の住み込み店員である母親のもとで過ごしてきた。父親はいない（故人）。幼少期からテレビドラマが好きである。
表層的には「どこにでもいる平凡な少女」であるが、演劇に対しては常軌を逸した執着とも言える情熱を見せる。第1話ではチケットを手に入れるために膨大な数の出前を行い、第2話では落ちたチケットを拾うために冬の海に飛び込む様が描写されている。
往年の大女優である月影千草にその才能を見出され、母親の反対を押し切り、家出して月影の「劇団つきかげ」で女優への道を歩む。劇団の仲間と友情を育み、師匠の元で演技を磨いていく。決して慢心することなく、演技を磨くためにひたむきに努力する。初めての発表会「若草物語」では、ベス役に抜擢され、高熱（40℃）を押して出演した。終演後には楽屋に紫色のバラの花束が贈られていた。マヤはこの匿名の人物を「紫のバラの人」とよび、心の支えとしていくが、その正体は月影が持つ伝説の芝居「紅天女」の上演権を狙う、大都芸能の速水真澄であった。
その後、劇団つきかげの存続をかけた全日本演劇コンクールの東京地区予選では劇団オンディーヌと同じ演目である『たけくらべ』で主演の美登里役を演じる。オンディーヌ側の美登里を演じたのは人気俳優である姫川亜弓であったが、全く異なる美登里像を見せることで支持を集め、同率1位を得る。その後の全国大会では、真澄と同じく『紅天女』をねらうオンディーヌの小野寺理事の陰謀で、他の俳優が参加できないまま開演時間を迎えることとなる。マヤは一人舞台で1時間45分の舞台を演じきり、一般投票では1位を獲得し、亜弓に強い敗北感を与えた。しかし小野寺により審査対象から外されたことで、劇団つきかげは解散状態に追い込まれることとなる。
マヤは仲間たちとともに、アルバイトのかたわら劇団つきかげの活動を続けていこうとする一方で、自らが出演できる舞台がないか模索し始める。かつて月影と芸を競った名女優・原田菊子の舞台などに出演するが、強烈な存在感で注目を集めることとなってしまい、「舞台あらし」として敬遠されることとなっていった。また経済的な理由から高校への進学は諦めていたが、「紫のバラの人」による支援で、演劇活動で有名な一ツ星学園高等部へ進学する。

### 大都芸能へ〜芸能界追放
行方不明になった母親を往来で見かけた動揺から、劇団つきかげの公演にて演技に集中できなかった失態の責を問われ、月影から劇団からの破門を言い渡される。破門免除の条件として提示されたのは、亜弓の母姫川歌子がアン・サリバン役を務める、『奇跡の人』のヘレン・ケラー役のオーディションに挑戦することであった。最終審査ではマヤと亜弓が同票となったものの、歌子の票によりダブルキャストで演じられることとなった。亜弓が「完璧なヘレン」を演じる一方で、マヤは歌子の演技も巻き込む予想外のヘレンを演じ、大好評を博した。これによりアカデミー賞演劇部門の助演女優賞を獲得。受賞席の場で、月影はマヤと亜弓を『紅天女』の正式な候補として発表した。
賞を獲得したマヤのもとには仕事の依頼が殺到し、MBA大河ドラマへの出演が決まった後は、月影の意向もあり、正式に大都芸能に入る。様々な嫌がらせを乗り越えながら、映画で主演を務め、CM出演するなどスターダムにのし上がった。一方で若手俳優の里美茂と恋に落ちたり、熊本から上京してきた乙部のりえを付き人に迎えた。しかし乙部のりえの本当狙いは、マヤを失脚させてその後釜に座ることであった。
一方でマヤの母親は結核のためラーメン屋を解雇され、さらに失明しサナトリウムに入っていたが、マヤの主演舞台の開演時に感動の親子再会をアピールしたい真澄の思惑により、軟禁状態となっていた。しかし娘の芸能界での活躍を耳にして療養所を脱走し、道中で交通事故に遭い、最終的にマヤの主演映画が上映されていた映画館で亡くなる。母の訃報が耳に届き、のりえの策略で前述の軟禁の事情を知らされたマヤはショックで仕事を放棄し、睡眠薬を盛られて暴走族と夜を明かす。まもなくこのスキャンダルが報道され、大河ドラマに相応しくないとして役を降ろされ、主演舞台やCM契約なども破棄され、全ての仕事をのりえに奪われる形で事実上芸能界を追放された。
演劇に対する情熱を失っていくマヤを立ち直らせるため、真澄は無理矢理にでも舞台に立たせようと奔走するが、いずれも舞台の途中で台詞に詰まるなどの失態を犯し、更に自信を喪失していく。
大都芸能との契約を解除する条件として、亜弓主演の舞台に端役として出演する。この舞台で、劇中で食べるまんじゅうを泥まんじゅうにすりかえられるという無謀な嫌がらせを他の出演者から受けたことをきっかけに、演技への本能と情熱を取り戻し、真澄と亜弓に演劇の世界から逃げないことを誓うのだった。大都芸能を離れれば後ろ盾がなくなると言い出す真澄に対して契約破棄を申し出て受け入れられ、劇団つきかげの仲間の元に送り届けられた。

### 演劇への復帰
しかし勝手に大都芸能との契約を解除したことで、月影からは劇団つきかげでの舞台出演を禁じられる。学校の演劇部からも校則を理由に入部を断られたため、演技する場を無くしてしまう。めげることなく学校の学園祭で一人芝居をしようと決意し、学校の仲間の助けを借りて一人芝居『女海賊ビアンカ』は成功を博し、2作目の上演も決定。演劇部からも定期公演への客演を依頼されるなど、徐々に活動の場を広げていく。
同じ頃、亜弓も一人芝居「ジュリエット」を上演していた。演劇への情熱は取り戻したものの、真澄に連れられ「ジュリエット」を観劇し、亜弓との演技力の差を痛感させられる。亜弓は「ジュリエット」でアカデミー芸術大賞を受賞し、『紅天女』の後継者として月影から指名される。しかし、マヤにも「2年以内にアカデミー芸術大賞もしくは同等の賞である全日本演劇協会最優秀演技賞を受賞すれば『紅天女』候補とする」最後のチャンスが与えられるのだった。
その後、月影に劇団つきかげへの復帰を許可され、劇団つきかげ＋一角獣が行った屋外公演「真夏の夜の夢」で圧倒的な観客動員を獲得するが、つきかげ＋一角獣が大都芸能のバックアップを受けることになり、かつて大都芸能をクビになった経験からその計画から外され再び孤立。しかしこれは、亜弓と月影が共演する舞台『ふたりの王女』に目を向けさせるための真澄の策略だった。
『ふたりの王女』の舞台裏では共演者の一人が突然降板したため、急遽開催された代役オーディションを受ける。「千の仮面を持つ少女」の異名に相応しい演技力で他の受験者を圧倒し、出演を勝ち取る。『ふたりの王女』は、光のように天真爛漫な王女アルディス、過酷な環境の中で野望を隠す王女オリゲルド役をメインとした物語であり、多くの人々は華やかな王女アルディスをスターである亜弓が演じると考えていたが、月影はマヤにアルディス、亜弓にオリゲルドを演じるよう命じる。マヤと亜弓は互いの生活を取り替え、今までになかった役に挑戦する。結果、オリゲルド役を演じた亜弓が大きな評価を得るが、マヤもまた高い評価を受け、『ハムレット』のオフィーリア役など様々な芝居のオファーが殺到するようになる。

### 紅天女候補へ
マヤは黒沼龍三から『忘れられた荒野』の主人公（狼少女・ジェーン役）のオファーを受け、それを演じる。黒沼は演劇に熱が入るあまり会社との間でトラブルを起こす気難しい人物で、上演場所も廃屋じみた劇場、おまけに同じ会社の別の芝居『イサドラ!』にスチュワート（ジェーンの家庭教師）役の桜小路優が危うく引き抜かれそうになるなど、彼女にとって逆境の連続だったが、それでも自身による山籠り特訓での成果や、真澄の裏から表からのアシストにより「紅天女」候補復帰への条件である全日本演劇協会最優秀演技賞を受賞し、「紅天女」候補に復帰する。それと同時に真澄＝「紫のバラの人」という真実を知る。
『紅天女』の故郷である梅の谷で亜弓とともに、月影から与えられる四大元素を基にした厳しい課題をこなしていく。その過程で亜弓がマヤの才能に嫉妬していたことを知り驚くも、激しい本音のぶつけ合いを経て良きライバル同士として改めて認め合い、正々堂々と競い合うことを誓う。そして、あれほど憎んでいたはずの真澄に対して抑えきれないほどの恋愛感情が芽生えていることに気づき、『紅天女』にある2つに分かれた魂の一つ、「魂のかたわれ」ではないかと感じる。
帰京後、マヤを主役とする黒沼グループと亜弓を主役とする小野寺グループに別れ、本役を選ぶための試演の稽古が始まる。真澄への思いと、相手役となった桜小路から寄せられる思い、そして真澄の正式な婚約者となった鷹宮紫織の存在に揺れ動くマヤは、主役である阿古夜の役をつかめずにいた。しかし月影は試演で優位なのはマヤだと断言する。
紫織の策略と偶然が重なり、マヤと真澄はクルーズ船上でお互いの気持ちを確かめ合った。

## 対人関係

### 速水真澄・紫のバラの人
マヤが最初に観た本格的な演劇『椿姫』の客席が最初の接触である。その時は「冷血漢」であるという風評とは違うと感じていた。一方で真澄はマヤのことを気にかけるようになり、『若草物語』での演技を見てその情熱に打たれる。しかしマヤが「劇団つきかげ」に対する真澄の妨害行為を知ってからは「大嫌い」「卑劣漢」として嫌っており、会えば口喧嘩する間柄となった。以降真澄は匿名のファンである「紫のバラの人」としてマヤへ陰日向に援助を行うこととなる。
真澄の秘書である水城冴子や、「紫のバラの人」とマヤの連絡役聖唐人は、「紫のバラの人」へのマヤの思いが、恋慕に似たものになっているのに気がついていた。真澄は自らのマヤへの思いを測りかねていたが、水城の指摘をうけ、愛であることに気づく。マヤも真澄の言動に反発しながらも、時には「やさしい目」などに触れ、自分の気持ちにとまどうこともあった。
『忘れられた荒野』の公演で、マヤは真澄こそが「紫のバラの人」であることに気づく。梅の谷での雨の一夜でマヤは真澄への恋愛感情を自覚したが、真澄の思いを確信することができなかった。一方の真澄も過去の負い目や歳の差から思いを秘めようとしていた。しかし豪華客船での夜で二人は思いを確かめ合うこととなる。

### 姫川亜弓
『椿姫』の客席で見かけたのが最初の接触である。その後「劇団オンディーヌ」で二人は出会うことになる。亜弓は天性の美貌と高い演技技術、それを支える教養を身に着けており、マヤは「勝てない」「かなわない」相手であると認識していた。一方の亜弓はマヤの天才的な演技にいち早く気づいており、凡百の役者で太刀打ちできるものではないと評価していた。最初の舞台である『若草物語』では「自分に一歩ずつ近づいている」「越えさせはしない」と感じていたが、演劇コンクールの『たけくらべ』で同役を演じた際には肩を並べられたと感じ、全国大会でははっきりと敗北を認めている。マヤが『紅天女』候補者であることを知ってからはライバルと認識している。一方で芝居を汚すものを許さない性格であり、『夢宴桜』では台本をすり替えられ正式な筋を知らないマヤのために舞台に出、アドリブで正しい展開に導いている。このエピソードは藤本由香里は他の演者を食ってしまう存在、「舞台あらし」であったマヤに、他の役者と呼吸を合わせることを気づかせたものであると指摘しており、月影の指導を亜弓が補填する形となったとしている。その後ダブルキャストで演じた『奇跡の人』では、マヤが亜弓を上回る評価を得ているが、マヤ自身はその評価に戸惑い、亜弓に勝利したとは考えていなかった。
その後芸能界を追放された際には、亜弓はただひとりマヤの復活を望むと述べており、マヤもその言葉を深く心に刻むこととなった。亜弓の父親である姫川監督は亜弓の感情を「大きな絆」、「ライバル意識という名の友情」と評している。亜弓がいち早く『紅天女』の正式候補に選ばれ、マヤに厳しい条件が課された際、亜弓は「棄権なんかしたらわたしあなたを一生軽蔑するわよ」「あなたはきっとわたしと『紅天女』を競うのよ！」と述べている。マヤも「亜弓さんに軽蔑されるくらいならあたし 死んでしまったほうがいい」とその想いに応える決意を示している。
両者が主人公格となる『ふたりの王女』では、両者の交流と対決が大きく描かれている。
梅の谷ではマヤの本能から出る才能に激しい嫉妬をみせたが、紅天女を演じたマヤに圧倒され、打ちひしがれる。一時はマヤの死を望む程にまで追い詰められていたが、努力で乗り越えられなかったものはないと奮起し立ち上がる。その後、マヤに本音を吐露し喧嘩となる。亜弓は「本当は才能があるくせに気づかないふりして…」「いつも劣等生みたいなその態度もきらい 卑屈なもののいい方も大っきらい…！」とマヤに抱いていたコンプレックスをぶちまけた。対するマヤは亜弓を「いつだって亜弓さんとりすましていて自信たっぷりで本当の気持ちなんて話したことないじゃない」「ネコっかぶり」と述べており、亜弓がマヤに抱いていたコンプレックスに全く気づいていなかった。このことでマヤも「亜弓さんの正体知ってるのあたしだけでしょ」と述べるほど、遠い存在ではない対等なライバルであると意識できるようになった。

## 主な出演作品

### 舞台
- 国一番の花嫁……ビビ役
国中の女性から3人選び、後に王子となる人と結婚するシンデレラストーリー。愚かな道化女役。第27回青葉中学創立記念祭劇。
- 若草物語……ベス（エリザベス・マーチ）役
- たけくらべ……美登利役
- ジーナと5つの青いつぼ……ジーナ役
少女・ジーナが父の留守中に青いつぼを預かったために起こる騒動をミステリー風に描く。セットを壊される、他の出演者が全員出演できなくなるという妨害にあいながらも、独り芝居として成功を収める。
- 古城の愛……女王役
ロミオとジュリエットに近い物語。星城学園文化部発表会の演劇部作品。本来演じる予定だった役者が舞台開始前に急病になり、マヤが代役として起用される。
- おんな川……子守たず役
明治時代の女性・志乃が人間として自分の道を求める。本来は栄進座の女優・結城麻江が演じる予定だった。舞台中、結城の悪巧みでトラブルが発生するが、とっさのアドリブで回避する。
- 嵐が丘……キャサリン・アーンショウ（幼少期）役
- 石の微笑……人形エリザベス役
財閥当主令嬢から莫大な財産を相続した人形をめぐる人々の愛憎劇。
- 夢宴桜……海堂寺千絵役
けがで穴が開いた役者の代役。姫川亜弓との初の共演。千絵は男爵家の当主の五男（のちに出奔）と売れっ子芸者との間に生まれた娘である。
- 奇跡の人……ヘレン・ケラー役 ※亜弓とのダブルキャスト
- 夜叉姫物語……乞食の子供トキ役。
領民に過酷な仕打ちをおこない、夜叉姫と怖れられた玉姫（姫川亜弓が演じた）の物語。演技が出来なくなったマヤの最後の舞台となるはずであったが、共演者の悪巧みによりすりかえられた泥まんじゅうを役になりきって食べてみせ、演技への情熱を取り戻すきっかけとなった。
- 一人芝居・女海賊ビアンカ……ビアンカ・カスターニ役
ヴェネツィアの良家に生まれた少女・ビアンカが女海賊としてたどる波乱の人生。母の死、芸能界追放など紆余曲折を経て、演技への情熱を取り戻したマヤが一ツ星学園学園祭で初めて一人芝居を上演した。
- 一人芝居・通り雨……佐藤ひろみ役
父親の浮気を知った少女の1日をパントマイムを用いて淡々と描く。
- わが作品No.707愛しのオランピア……ルル役
風変わりな発明家がある老人のために、孫娘そっくりの機械人形をつくったことで巻き起こる騒動をユーモラスに描く。ルルとは、機械人形のメイドである。一ツ星学園文化部研究発表会の演目。
- 真夏の夜の夢……妖精パック役
- ふたりの王女……王女アルディス役
北欧の小国を舞台に、何不自由なく育った王女アルディスと謀反人の娘として育てられた王女オリゲルドの葛藤。本来マヤはオリゲルド役で、アルディス役は姫川亜弓の予定であったが、月影千草の提案で二人の配役を逆転させた。
- 忘れられた荒野……狼少女ジェーン役
狼に育てられた少女・ジェーンと彼女を人間らしく育てようとする人類学者スチュアートの物語。アマラとカマラの逸話がモデルとみられる。

### テレビドラマ
- 天の輝き……田沼沙都子役
幕末から明治の時代を生き抜いた一人の男の物語。田沼沙都子とは、新時代に適応し、日本と外国との橋渡しをしようとする華族令嬢である。人気が出たため当初予定よりも出番が増えたが、スキャンダル報道のために降板。乙部のりえが代役を務めた。

### 映画
- 白い青春譜……左足が麻痺している患者役
テニス好きで重病を患っている少女の物語。主演で人気アイドル・田淵エミの友人役のオーディションを受けたが落選。スタッフからエキストラとして参加の予定であったが、その演技を観た制作陣が表情をアップで取り入れるなどエキストラとしては異例の事態となった。撮影現場に偶然居合わせた日本演劇コンクール審査員はマヤをオーディションで落とした制作陣に対して激怒し、田淵エミは女優業に対する自身の認識の甘さを自覚することになった。
- 白いジャングル……藤村未央役
行方不明の父親を探すために探検隊にもぐりこんで、探検に参加した少女の物語。子供向けの冒険映画。

### 広告
- 日向電機
テレビドラマ「天の輝き」（前述）の番組スポンサー。田沼沙都子をイメージしたラジオカセットレコーダーの広告などが作られた。

## 受賞歴
- アカデミー芸術祭助演女優賞（演劇部門）「奇跡の人」のヘレン・ケラー役で
- 全日本演劇協会最優秀演技賞 「忘れられた荒野」のジェーン役で

## 演じた人物
女優
- 香坂みゆき（1979年・ミュージカル）
- 高師深雪（1979年・ミュージカル）
- 大竹しのぶ（1988年・舞台）
- 安達祐実（1997年・テレビドラマ）
- 大和田美帆（2008年・音楽劇、2010年・音楽劇）
- 貫地谷しほり（2014年・舞台、2016年・舞台）

声優
- 信沢三恵子（1982年・ラジオドラマ「夜のドラマハウス」）
- 高坂真琴（1982年・ラジオドラマ〈NHKラジオ第1放送〉）
- 鶴ひろみ（1984年・テレビアニメ〈パイロット版〉）
- 勝生真沙子（1984年・テレビアニメ〈第1作〉）
- 緒方恵美（1998年・OVA）
- 小林沙苗（2005年・テレビアニメ〈第2作〉）
- 桑島法子（2008年・テレビ番組「マンガノゲンバ・美内すずえスペシャル」再現VTR）
- 安達祐実（2012年・名台詞カルタ付録CD）
- 中根久美子（2013年・テレビアニメ『ガラスの仮面ですが』）
- 東山奈央（2016年・Webアニメ『高額決済にハマる子供を救え！ハマルの御免』）
- 阿澄佳奈（2016年・テレビアニメ『3ねんDぐみ ガラスの仮面』）

その他
- 光浦靖子（2010年・花とゆめコミックス第45・46巻連続刊行フェア ポスター）
- 劇団ひとり（2012年・花とゆめコミックス第48巻記念企画）